# Fingers Crossed (Lauren Spencer-Smith)
Fingers Crossed è un singolo della cantante canadese Lauren Spencer-Smith, pubblicato il 5 gennaio 2022 come primo estratto dal primo album in studio Mirror.

## Descrizione
La canzone, descritta come una ballata pop, è stata inizialmente anticipata dalla cantante a novembre 2021 su TikTok dov'è diventata virale.

## Video musicale
Il video musicale, diretto da Audrey Ellis Fox, è stato reso disponibile su YouTube il 24 marzo 2022.

## Tracce
Testi e musiche di Fransisca Hall, Jakke Erixson e Lauren Spencer-Smith.
1. Fingers Crossed – 2:55

## Successo commerciale
Nella Official Singles Chart britannica il singolo è entrato al 90º posto con soli due giorni di tracciamento e ha in seguito raggiunto il 4º nella sua prima settimana completa grazie a 29 467 unità di vendita, risultando poi la 29ª canzone più consumata nel paese durante la prima metà dell'anno. Situazione simile anche nella classifica irlandese, dove Fingers Crossed ha raggiunto il primo posto dopo un debutto al 69º, sorpassando ABCDEFU di Gayle con un vantaggio di 300 unità.

## Classifiche

### Classifiche settimanali
| Classifica (2022) | Posizione massima |
| ----------------- | ----------------- |
| Australia         | 8                 |
| Austria           | 17                |
| Belgio (Fiandre)  | 5                 |
| Belgio (Vallonia) | 8                 |
| Canada            | 8                 |
| Croazia           | 51                |
| Danimarca         | 4                 |
| Finlandia         | 16                |
| Grecia            | 34                |
| Irlanda           | 1                 |
| Islanda           | 4                 |
| Libano            | 4                 |
| Lituania          | 41                |
| Norvegia          | 1                 |
| Nuova Zelanda     | 3                 |
| Paesi Bassi       | 8                 |
| Portogallo        | 66                |
| Regno Unito       | 4                 |
| Stati Uniti       | 19                |
| Sudafrica         | 51                |
| Svezia            | 18                |
| Svizzera          | 24                |

### Classifiche di fine anno
| Classifica (2022) | Posizione |
| ----------------- | --------- |
| Australia         | 63        |
| Belgio (Fiandre)  | 12        |
| Belgio (Vallonia) | 55        |
| Canada            | 53        |
| Danimarca         | 48        |
| Islanda           | 19        |
| Norvegia          | 36        |
| Paesi Bassi       | 46        |
| Regno Unito       | 61        |
| Stati Uniti       | 75        |